# Bermuda International 1988
Die Bermuda International 1988 im Badminton fanden vom 5. bis zum 7. Mai 1988 statt.

## Finalergebnisse
| Disziplin    | Sieger                         | Finalist                   | Ergebnis           |
| ------------ | ------------------------------ | -------------------------- | ------------------ |
| Herreneinzel | Harold Minors                  | D. Witchell                | 15–12, 15–5        |
| Dameneinzel  | Wendy Cummings                 | Julie Durrant              | 11–6, 11–2         |
| Herrendoppel | Dave Wellman D. Witchell       | Kenny Bremar Steve Wellman | 13–15, 15–11, 15–7 |
| Damendoppel  | P. Crease Wendy Cummings       | C. Askins S. Birtwistle    | 15–12, 15–12       |
| Mixed        | Harold Minors Clare Allsebrook | D. Witchell Lisa Ferrari   | 15–9, 15–11        |